# T-43
T-43 je střední tank vyvinutý Sovětským svazem za druhé světové války jako modernější verze tanku T-34 a jako náhrada tanků KV-1. Cílem projektu bylo postavit střední tank s těžší výzbrojí a pancéřováním, ale německé pokroky ve vývoji tanku dokázaly, že bude lepší přezbrojit tank T-34, čímž vznikl T-34/85 a projekt T-43 byl zastaven.

## Vývoj
Počátky tanku T-43 spadají do prosince roku 1941, kdy byl dán požadavek na modernizaci tanku T-34. Projektové zadání bylo splněno již v měsíci březnu 1942 a prototyp dostal označení T-34M. Tank byl na rozdíl od T-34 pouze trojmístný, neměl radiostanici a kulomet obsluhoval ovládáním řidič. Toto však umožnilo, aby byly zesíleny pancíře na 60-80 mm. Stroj měl novou modernizovanou převodovku, která byla později užívaná i v T-34 a novou věž, která byla vyrobena v počtu 62 kusů a montována převážně na T-34.
Postupně se ukázalo, že je třeba tento nový typ tanku vylepšit, a to zejména v pasívní ochraně, rychlosti i v nutnosti zavedení trojmístné věže a věžičky pro velitele. Nový typ dostal označení T-43 a byl schválen v září roku 1942. Pokračovalo se však v další modernizaci a v říjnu vznikl další prototyp, označený jako T-34S vz. 42, který však nebyl úspěšný. Oproti tomu další vývoj T-43 zdárně pokračoval a v prosinci 1942 byl vyrobený prototyp. S porovnáním s T-34 měl T-43 silnější pancéřování věže na 90 mm a čelní, týlové a boční pancíře na 75 mm. Věž byla litá, třímístná, s válcovou velitelskou věžičkou, bylo odstraněno místo radisty a místo řidiče bylo převedeno na pravou stranu.
Modernizace pokračovala dále a v polovině roku 1943 byl tank osazen novou zvětšenou věží. Tento typ dostal označení T-43-II. Počátkem srpna roku 1943 byl k použití jeden prototyp T-43-I a dva prototypy T-43-II. Tyto byly zařazeny k zvláštní tankové rotě, která měla za úkol provádět zkoušky nových typů v bojových podmínkách. Zde si vedly poměrně úspěšně, i přesto, že dostaly několik zásahů, nedošlo k probití pancíře. Osádka jednoho T-43 dokonce zničila dva transportéry a tři protitankové kanóny. Vyvstal však nový požadavek, a tím byla nutnost vyzbrojení sovětských tanků kanóny ráže 85 mm, které by dokázaly ničit i nejmodernější německé tanky. Proto byl jeden prototyp T-43-II přezbrojen kanónem D-5T ráže 85 mm.
K sériové produkci však nedošlo, a to i přesto, že tank měl lepší parametry i jednodušší výrobu, než T-34. Patrně zde hrála svoji roli buď neochota k převedení výroby na jiný, byť perspektivnější typ, či Stalinovo nevyzpytatelné politické rozhodnutí.
Po bitvě u Kurska si sovětští plánovači uvědomili, že největší nevýhodou T-34 proti čelnímu pancíři tanků Tiger je kanón ráže 76,2mm. Čili bylo zapotřebí účinnější výzbroje než silnějšího pancéřování. Tak byla věž T-43 vyzbrojena efektivnějším kanónem ráže 85 mm a namontována na korbu T-34. Projekt tanku T-43 byl tedy zrušen a do výroby se místo toho dostala nová verze T-34/85.